# El Campanaret (Reus)
|  | Pel que fa a l'obra de Josep Pla, vegeu Els pagesos. |

El Campanaret era un edifici, avui desaparegut, de la ciutat de Reus, situat al capdamunt del carrer de Llovera que feia cantonada amb el carrer de l'Amargura.
La construcció era d'arquitectura popular i donava una bona solució a la confluència dels dos carrers. El Campanaret va ser edificat a petició del rellotger Pau Amiel en un solar encara no construït i al costat de la seva rellotgeria. Va proposar a l'alcalde Víctor Rosselló la construcció d'una torre amb un rellotge i campanes situades en una espadanya a canvi de cedir-li una part del solar i nomenar-lo encarregat del manteniment d'aquest rellotge, que seria públic, amb la retribució que creguessin convenient. El 1867 va començar i acabar l'edificació, i la popularitat de la torre va donar nom a aquella confluència de carrers. Alguns fets van donar-li encara més popularitat, com la mort en aquell lloc del general carlí Joan Francesch quan va entrar a ocupar Reus el 1872. El 1909 va sortir a Reus un setmanari satíric, Lo Campaneret, que tractava els temes locals de forma irònica. Figurava que l'edifici es presentava per regidor municipal, cosa que fa evident la popularitat del Campanaret. Era un punt de referència i trobada a la ciutat i tothom el coneixia. El 1977, desaparegut ja l'edifici, va sortir una publicació, El Campanaret: frater Reus, editat per la Germandat Cristiana de malalts minusvàlids de Reus, perquè el nom era molt vigent. Actualment encara s'utilitza "el Campanaret" entre els reusencs com a lloc de trobada o de referència.
Al seu voltant hi va haver diversos comerços i serveis que, tot i estar situats al carrer de Llovera o de l'Amargura, indicaven "El Campanaret" com a adreça o referència. El més conegut va ser el quiosc de Josep Maria Gort, però els laboratoris d'anàlisi química de Lluís Mas, o una merceria i fins i tot algun bar i restaurant donaven també com a referència aquell edifici. L'any 1969 va ser enderrocat en un moment d'especulació urbanística sota el mandat de l'alcalde Juan-Amado Albouy.